# Sóviet Supremo de la República Socialista Soviética de Azerbaiyán
El Sóviet Supremo de la República Socialista Soviética de Azerbaiyán (en azerí: Азәрбаjҹан ССР Али Совети, romanizado: Azərbaycan SSR Ali Soveti; en ruso: Верховный Совет Азербайджа́нской ССР, romanizado: Verjovnyy Sovet Azerbaydzhanskoy SSR ) fue el sóviet supremo (mayor órgano legislativo) de la RSS de Azerbaiyán, una de las repúblicas constituyentes de la Unión Soviética.

## Historia
Durante la última sesión del Parlamento de Azerbaiyán el 27 de abril de 1920, bajo la presión del Ejército Rojo bolchevique y el ultimátum del Comité Caucásico del Partido Comunista Ruso que invadió Azerbaiyán, los diputados decidieron disolver el gobierno a favor de los bolcheviques para evitar el derramamiento de sangre. Una vez que los bolcheviques tomaron el poder, abolieron todas las estructuras del gobierno azerbaiyano y establecieron el Comité Revolucionario Interino de Azerbaiyán administrado por los comunistas azerbaiyanos Narimán Narimánov, Aliheydar Garayev, Gazanfar Musabekov, Hamid Sultanov y Dadash Bunyadzade. Los bolcheviques disolvieron el ejército azerbaiyano, ejecutaron a sus generales y oficiales y nacionalizaron las industrias privadas.
En mayo de 1921, la primera sesión de Congreso de los Sóviets, compuesta por diputados recién elegidos de todas las regiones de Azerbaiyán se reunió en Bakú. Los diputados elegidos eran principalmente trabajadores de fábricas y aldeanos pobres, sin educación y sin preparación. La primera sesión estableció el Comité Ejecutivo Central, que constaba de 75 miembros. Desde 1921 hasta 1937, se convocaron nueve sesiones del Congreso de los Sóviets. En 1937, durante la novena sesión del Congreso, se ratificó una nueva Constitución de la República Socialista Soviética de Azerbaiyán y se estableció el nuevo cuerpo legislativo, el Sóviet Supremo de la República Socialista Soviética de Azerbaiyán.
Las primeras elecciones al Sóviet Supremo tuvieron lugar el 24 de junio de 1938. De los 310 diputados elegidos, 107 eran trabajadores, 88 agricultores colectivos y 115 funcionarios educados. Setenta y dos de los diputados eran mujeres. Debido a las múltiples reformas y reestructuraciones del gobierno de la República Socialista Soviética de Azerbaiyán en las décadas de 1970 y 1980, el papel del Soviet Supremo aumentó. Se llevaron a cabo muchas reformas legislativas, incluida la ratificación de la nueva Constitución de la República Socialista Soviética de Azerbaiyán de 1977. Después de las demandas de la República Socialista Soviética de Azerbaiyán de transferir la Óblast autónomo del Alto Karabaj de Azerbaiyán a Azerbaiyán, el parlamento se mostró en gran parte pasivo e indiferente. El 18 de octubre de 1991, el Sóviet Supremo aprobó una resolución declarando la independencia de Azerbaiyán.

## Estructura

### Presídium
El presídium era el órgano con funciones legislativas encargado de dirigir al Sóviet Supremo durante los periodos entre sesiones de este. Los miembros de este eran elegidos por los diputados al inicio de cada convocatoria. Sus funciones eran convocar las sesiones del Sóviet Supremo, interpretar las leyes, otorgar títulos honoríficos y condecoraciones, relevar y designar a ministros locales a propuesta del Presidente del Consejo de Ministros, entre otras. Estaba formado por un presidente, dos vicepresidentes, un secretario y 15 miembros ordinarios. 

### Diputados
Los diputados del Sóviet Supremo de la RSS de Azerbaiyán eran electos sobre la base de sufragio universal, igual y directo en votación secreta por ciudadanos mayores de 18 años, en proporción de un diputado por cada 5,000 habitantes.

## Facultades
El Sóviet Supremo de la República Socialista Soviética de Azerbaiyán elegía un Presídium responsable ante él, y también formaba al Gobierno; elegía al Consejo de Ministros de la República Socialista Soviética de Azerbaiyán, y a la Corte Suprema de la República Socialista Soviética de Azerbaiyán. También los diputados eligieron a los jefes de los comités ejecutivos locales y parcialmente a sus diputados, el estado mayor de mando de los distritos militares ubicados en el territorio de la RSS de Azerbaiyán.
Los deberes del Sóviet Supremo también consistían en:
- Modificar la Constitución de la República Socialista Soviética de Azerbaiyán y adoptar nuevas versiones;
- Publicar y aprobar los planes económicos nacionales y el presupuesto estatal de la república;
- Supervisar el estado y la gestión de las empresas subordinadas a la Unión y supervisarlas.

La forma principal de la actividad del Sóviet Supremo eran las sesiones, que el Presídium convocaba dos veces al año. Asimismo, ante solicitud del Presídium o a solicitud de un tercio de los diputados, se podían convocar sesiones extraordinarias y solemnes (dedicadas a fechas destacadas). El Sóviet Supremo formaba comisiones permanentes y temporales. Las leyes fueron aprobadas por mayoría de votos de los diputados que participaron en la reunión del Sóviet Supremo.

## Convocatorias
| Convocatoria      | Periodo   |
| ----------------- | --------- |
| I Convocatoria    | 1938-1946 |
| II Convocatoria   | 1947-1950 |
| III Convocatoria  | 1951-1954 |
| IV Convocatoria   | 1955-1959 |
| V Convocatoria    | 1959-1962 |
| VI Convocatoria   | 1963-1966 |
| VII Convocatoria  | 1967-1970 |
| VIII Convocatoria | 1971-1975 |
| IX Convocatoria   | 1975-1979 |
| X Convocatoria    | 1980-1984 |
| XI Convocatoria   | 1985-1990 |
| XII Convocatoria  | 1990-1991 |

## Presidentes delPresídiumdel Sóviet Supremo de la RSS de Azerbaiyán
| Imagen | Imagen | Nombre                         | Inicio                  | Fin                     | Partido político  |
| ------ | ------ | ------------------------------ | ----------------------- | ----------------------- | ----------------- |
|        |        | Mir Bashir Gasimov (1879-1949) | 21 de julio de 1938     | 23 de abril de 1949     | Partido Comunista |
|        |        | Nazar Heydarov (1896-1968)     | 18 de mayo de 1949      | 9 de marzo de 1954      | Partido Comunista |
|        |        | Mirza Ibrahimov (1911-1993)    | 9 de marzo de 1954      | 23 de enero de 1958     | Partido Comunista |
|        |        | Ilyas Abdullayev (1913-1985)   | 23 de enero de 1958     | 25 de noviembre de 1959 | Partido Comunista |
|        |        | Saftar Jafarov (1900-1961)     | 25 de noviembre de 1959 | 18 de noviembre de 1961 | Partido Comunista |
|        |        | Mammad Isgandarov (1914-1985)  | 29 de diciembre de 1961 | 25 de diciembre de 1969 | Partido Comunista |
|        |        | Kurban Jalilov (1906-2000)     | 25 de diciembre de 1969 | 30 de diciembre de 1985 | Partido Comunista |
|        |        | Suleiman Tatliyev (1925-2014)  | 30 de diciembre de 1985 | 22 de junio de 1989     | Partido Comunista |
|        |        | Elmira Gafarova (1934-1993)    | 22 de junio de 1989     | 18 de mayo de 1990      | Partido Comunista |

## Presidentes del Sóviet Supremo de la RSS de Azerbaiyán
En mayo de 1990, se disolvió el Presídium del Sóviet Supremo de la República Socialista Soviética de Azerbaiyán. Como resultado, los poderes dentro del cargo del Presidente del Presídium del Soviet Supremo fueron transferidos al Presidente del Soviet Supremo.
| Imagen | Imagen | Nombre                           | Inicio                  | Fin                     | Partido político  |
| ------ | ------ | -------------------------------- | ----------------------- | ----------------------- | ----------------- |
|        |        | Mir Teymur Yakubov (1904-1970)   | 18 de julio de 1938     | 7 de abril de 1941      | Partido Comunista |
|        |        | Aziz Alíyev (1896-1962)          | 7 de abril de 1941      | 6 de marzo de 1944      | Partido Comunista |
|        |        | Sultan Qafarzade (1908-1955)     | 6 de marzo de 1944      | 22 de marzo de 1947     | Partido Comunista |
|        |        | Yusif Yusifov (1906-1995)        | 22 de marzo de 1947     | 26 de marzo de 1951     | Partido Comunista |
|        |        | Agamirza Ajmédov (1905-1964)     | 26 de marzo de 1951     | 18 de abril de 1953     | Partido Comunista |
|        |        | Mustafa Topchubashov (1895-1981) | 18 de abril de 1953     | 25 de marzo de 1955     | Partido Comunista |
|        |        | Abdullá Bayramov (1912-1977)     | 25 de marzo de 1955     | 23 de enero de 1958     | Partido Comunista |
|        |        | Mirza Ibrahimov (1911-1993)      | 23 de enero de 1958     | 25 de marzo de 1959     | Partido Comunista |
|        |        | Gazanfar Jafarli (? -? )         | 25 de marzo de 1959     | 26 de noviembre de 1959 | Partido Comunista |
|        |        | Ali Taghizade (1883-1966)        | 26 de noviembre de 1959 | 29 de marzo de 1963     | Partido Comunista |
|        |        | Mammad Dadashzade (1904-1975)    | 29 de marzo de 1963     | 5 de abril de 1967      | Partido Comunista |
|        |        | Mustafa Topchubashov (1895-1981) | 5 de abril de 1967      | 1 de julio de 1971      | Partido Comunista |
|        |        | Suleiman Rustam (1906-1989)      | 1 de julio de 1971      | 10 de junio de 1989     | Partido Comunista |
|        |        | Elmira Gafarova (1934-1993)      | 18 de mayo de 1990      | 26 de noviembre de 1991 | Partido Comunista |